# Lazarus Project - Un piano misterioso
Lazarus Project - Un piano misterioso (The Lazarus Project) è un film del 2008 diretto da John Patrick Glenn con Paul Walker e Piper Perabo.

## Trama
Ben è un ex detenuto che è tornato alla vita di sempre, con una famiglia ed un buon lavoro. Dopo il licenziamento l'occasione di riprendere la vita criminale arriva tramite il fratello Ricky che gli propone un colpo. Il piano fallisce e Ben viene arrestato e condannato a morte per mezzo dell'iniezione letale. Si risveglia inspiegabilmente in una clinica psichiatrica, qualcuno gli ha dato una "seconda chance". Non sa di essere un paziente, pensa di essere il manutentore. Il posto sembra giorno dopo giorno più strano e misterioso, Ben non riesce ad adattarsi e il suo pensiero fisso è quello di tornare a casa per rivedere la moglie e la figlia. Dopo qualche settimana inizia a pensare di esser diventato pazzo, vede angeli e demoni che di volta in volta sembrano bloccare i suoi tentativi di ritorno alla vita precedente. Dopo una serie di eventi che lo aiutano a chiarire le circostanze misteriose che lo hanno sempre visto coinvolto dall'arrivo in clinica, capisce che lui e altri detenuti fanno parte di un progetto riabilitativo che si propone di rimodellare l'essere umano che abbia commesso crimini donandogli una nuova possibilità che tuttavia Ben non ha mai chiesto. Le allucinazioni che aveva avuto erano causate da un dispositivo posizionato nel suo braccio. Dopo aver smascherato il gruppo che gestiva il progetto, Ben scappa ricattandoli di svelare ai giornali il vero scopo della clinica se avessero tentato di fermarlo. Alla fine del film, riesce a tornare dalla moglie e dalla figlia e a ricominciare con loro una nuova vita.